# Heinrich Dreber
Karl Heinrich Dreber, kallad Franz-Dreber, född 9 januari 1822 i Dresden, Kungariket Sachsen, Kejsardömet Tyskland, död 3 augusti 1875 i Fiuggi nära Rom, var en tysk målare.
Han studerade vid Dresdens akademi och tog intryck av Ludwig Richters ideala naturskådning, var sedan 1843 mestadels bosatt i Rom och målade stiliserade landskap med figurer med klassisk hållning. I sina senare målningar sökte han mera stämning och mindre sträng form. Arnold Böcklin och sannolikt även Anselm Feuerbach tog intryck av hans konstuppfattning.

## Kända målningar (i urval)
- Dianas jakt
- Höstmorgon i Sabinerbergen
- Den barmhärtige samariten
- Sapfo